# Ingrid Elovsdotter
Ingrid Elovsdotter (* um 1220 in Östergötland; † 2. September 1282 in Skänninge) war eine schwedische Dominikanerin und ist eine katholische Selige. Sie entstammte einem der wenigen großen Adelsgeschlechter Schwedens der damaligen Zeit und gilt als die Wegbereiterin oder zumindest als Vorläuferin der Heiligen Birgitta.
Als Witwe richtete Ingrid das erste Dominikanerinnenkloster Schwedens ein, dem sie nach einer Wallfahrt nach Rom und Jerusalem selbst beitrat. Ingrid war bis ins 16. Jahrhundert in Schweden eine sehr populäre Figur und wurde als Heilige verehrt, obwohl sie bis heute nicht heiliggesprochen wurde. Ihre Seligsprechung geschah am 16. März 1499, über achtzig Jahre nach Antrag auf dem Konzil von Konstanz. Seit dem 30. Juni 1507 werden ihre Reliquien in Skänninge aufbewahrt.
Ingrid wird als Dominikanernonne mit einem Kreuz dargestellt. Ihr Gedenktag ist der 2. September.